# Ormoy (Essonne)
Ormoy é uma comuna francesa na região administrativa da Ilha de França, no departamento de Essonne. Estende-se por uma área de 1.88 km². Em 2010 a comuna tinha 2 096 habitantes (densidade: 1 114,9 hab./km²).